# پوتیگا
پوتیگا (به آلمانی: Pottiga) یک شهر در آلمان است که در زاله-ارلا واقع شده‌است. پوتیگا ۴۶۷ نفر جمعیت دارد.